# Philip Nelson (Fußballspieler)
Philip Nelson (* 14. April 1988) ist ein britischer Fußballspieler, der in der englischen Stadt Bolton geboren wurde. Er spielt auf den Britischen Jungferninseln, als Defensiver Mittelfeldspieler bei Wolues FC. Seit Juli 2018 ist er auch Nationalspieler des britischen Überseegebietes.

## Vereinskarriere
Er spielt seit 2019 bei Wolues FC in der BVIFA National Football League, der höchsten Spielklasse der Inseln. Am 10. November 2019 absolvierte er gegen Sugar Boys FC sein erstes Spiel und gewann dies mit der Mannschaft 5:0. Er bereitete ein Tor vor und erzielte eines selbst. Nelson bevorzugte Position ist die des defensiven Mittelfeldspieler, kann aber auch eine zentralere Position einnehmen. Dokumentiert wurden bei ihm insgesamt 26 Pflichtspiele, 14 Tore, 13 Vorlagen und 7 Gelbe Karten bei Wolues FC. 2023/24 gewann er mit den Wölfen, erstmals die Meisterschaft auf den Britischen Jungferninseln.
Sein bestes Turnier war 2019 am Terry Evans Cup. Erzielte er im Halbfinale gegen Lion Heart zwei Tore und im Finale gegen One Love United FC im East End Stadium, schnürte er innerhalb von 10 Minuten einen lupenreinen Hattrick.

## Internationale Karriere
Sein erstes Länderspiel absolvierte er am 25. Juli 2018 in einem Internationalen Freundschaftsspiel gegen Sint Maarten, was mit 2:3 gewonnen wurde. Es folgte ein weiteres am 14. Oktober 2018 in der CONCACAF-Nations-League-Qualifikation gegen Suriname, wo er als linker Außenverteidiger eingesetzt wurde. Verloren wurde das Spiel mit 5:0. Insgesamt wurde Philip Nelson für die Nationalmannschaft 17 mal eingesetzt, startete 12 von Anfang an, aber konnte jedoch kein einziges Tor erzielen.

## Erfolge
- Meisterschaft der Britischen Jungferninseln: 2023/24
- Presidents Cup Sieger: 2023